# Rašovice (Budiměřice)
Rašovice jsou část obce Budiměřice ležící v okrese Nymburk ve Středočeském kraji. V místní části je evidováno 65 adres a trvale hlášeno zde je 166 obyvatel.

## Historie
První písemná zmínka o vesnici pochází z roku 1361.

## Galerie

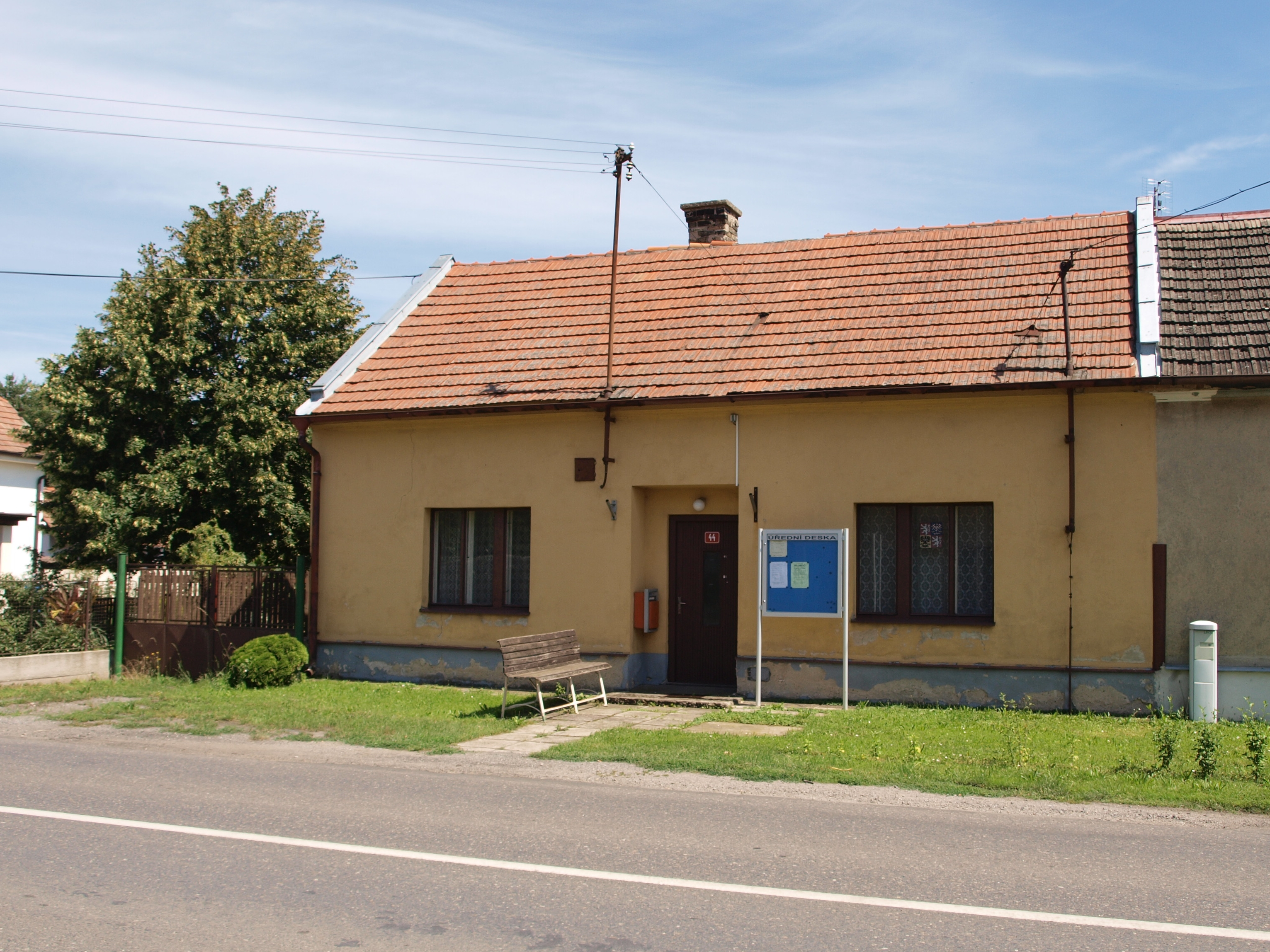
Místní úřad
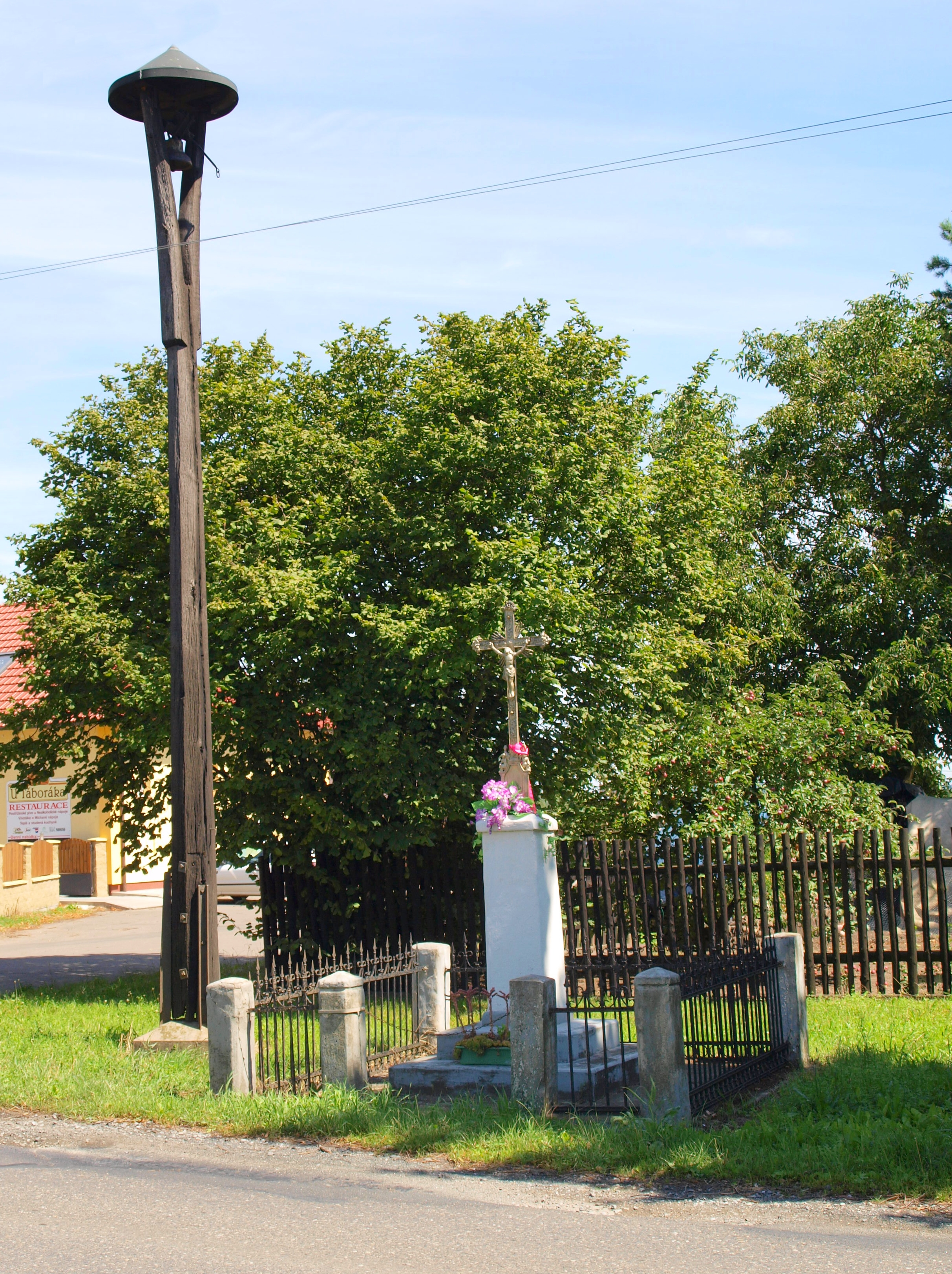
Zvonice s křížem
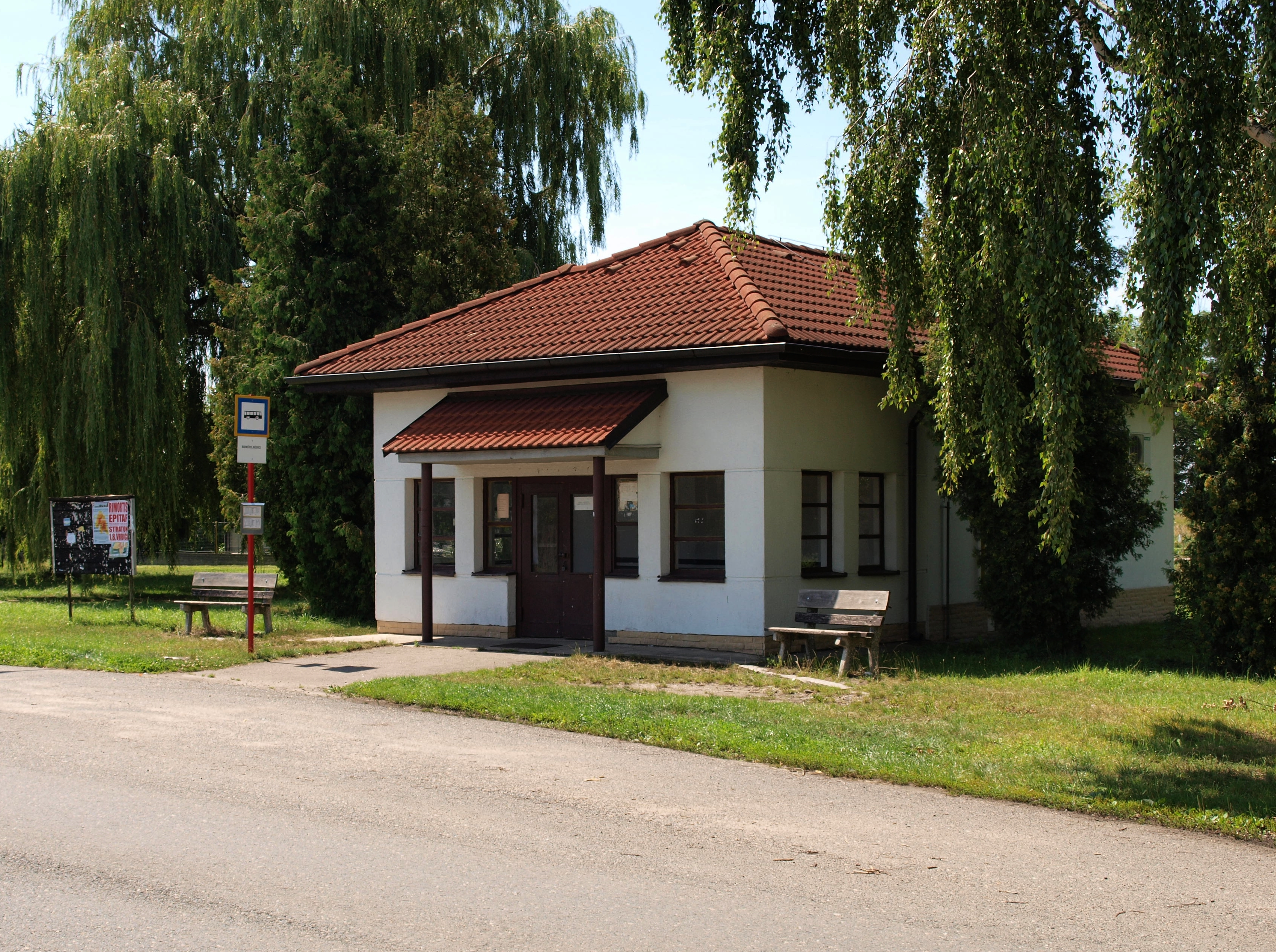
Autobusová zastávka